# Karamatwangi (Garawangi)
Karamatwangi is een bestuurslaag in het regentschap Kuningan van de provincie West-Java, Indonesië. Karamatwangi telt 1638 inwoners (volkstelling 2010).